# Heilige lotus
De heilige lotus of Indische lotus (Nelumbo nucifera) is een waterplant uit de familie Nelumbonaceae. De plant heeft roze bloemen en een vrucht in de vorm van een doorgesneden kegel. De plant wortelt in een moerasachtige bodem, echter zonder dat de bladeren en de bloemen er ooit modderig uitzien. Daarom is de lotus een symbool van zuiverheid in het hindoeïsme en het boeddhisme. Het zelfreinigend vermogen van de bladeren wordt wel het lotuseffect genoemd.

## Beschrijving
De plant kan tot 5,5 m lang worden, afhankelijk van de diepte van het water boven de modder waar de plant in groeit. Aan de lange stengels zitten de afzonderlijke bladeren en bloemen. De bloemen steken iets boven de bladeren uit. Zij openen zich vroeg in de ochtend en kunnen tot 23 cm in diameter worden. De plant bloeit gedurende het gehele jaar. De wortelstokken breiden zich zo uit, dat een groot wateroppervlak geheel door de planten overgroeid kan worden.
De vrucht van de plant is een verzamelvrucht, waarbij dopvruchten zich half verzonken in gaten in de platte kant van de half kegelvormige bloembodem bevinden. Deze dopvruchten worden gewoonlijk (en ook hierna in dit artikel) de zaden van de lotus genoemd. Als de zaden rijp zijn, buigt de vrucht zich naar beneden, zodat de zaden in het water vallen. De zaden kunnen zeer lang goed blijven. De Japanse naam van de plant is 'hasu', hetgeen een verbastering zou zijn van 'hachisu', wat bijennest betekent, omdat men kan denken dat de vrucht op een bijennest lijkt.
Op de bladeren van de plant treedt het zogenaamde lotuseffect op, waarbij water en vuil zich niet aan de plant hechten. Dit effect wordt veroorzaakt door micro- en nano-structuren op het oppervlak. Dit soort oppervlakken worden superhydrofoob genoemd.

## Verspreiding
De plant komt oorspronkelijk uit Indonesië en India, maar groeit bijvoorbeeld ook in Korea, Japan, in het zuidoosten van de Verenigde Staten, in Suriname, Thailand, China en in Australië. Als ervoor gezorgd wordt dat de wortelstokken in de bodem niet bevriezen, kan de plant ook wel in een gematigd klimaat overleven. De enige plaats in Europa waar lotusbloemen in het wild groeien zijn de meren rond de Italiaanse stad Mantua. In de delta van de Wolga komt Nelumbo caspica voor, de Kaspische lotus, die door sommigen als een aparte soort gezien wordt. Anderen zien het als een synoniem voor N. nucifera.

## Gebruik
De bloemen, zaden, wortels en jonge bladeren zijn eetbaar, maar de grote bladeren, die meer dan 60 cm in diameter kunnen worden en boven het wateroppervlak uitkomen, worden alleen gebruikt om voedsel mee te omwikkelen. Men denkt wel dat het eten van lotus een heilzame werking kan hebben. De vruchten worden gegeten nadat deze van hun bittere kiemen zijn ontdaan. De lotuswortel is in Nederland verkrijgbaar in Chinese supermarkten.

## Culturele betekenis
De heilige lotus heeft in het hindoeïsme en het boeddhisme grote betekenis. De bloem symboliseert goddelijke geboorte en zuiverheid. De lotus is het attribuut van de bodhisattva Samantabhadra. Ook de hindoe-god Vishnoe wordt meestal afgebeeld met een lotusbloem. Godinnen voorgesteld als goedgunstige partner van een god houden vaak een lotus vast. Godheden, boeddha's en bodhisattva's staan of zitten meestal op een lotustroon: een voetstuk in de vorm van een open lotusbloem.
De lotusbloem werd ook in de Perzische oudheid gebruikt. Er zijn verschillende afbeeldingen van Darius I en Xerxes I waarop zij afgebeeld staan met een lotusbloem.

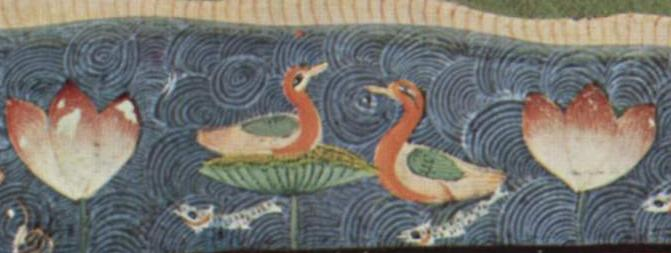
Indiase schilder uit 1600, detail van het schilderij van een dansende Krishna met lotusbloemen, bladeren, eenden en vissen.
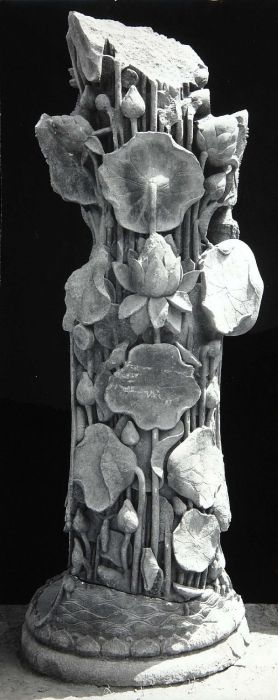
Lotusbloemen op de achterzijde van een stenen vrouwenbeeld afkomstig uit Singosari, Wereldmuseum Amsterdam
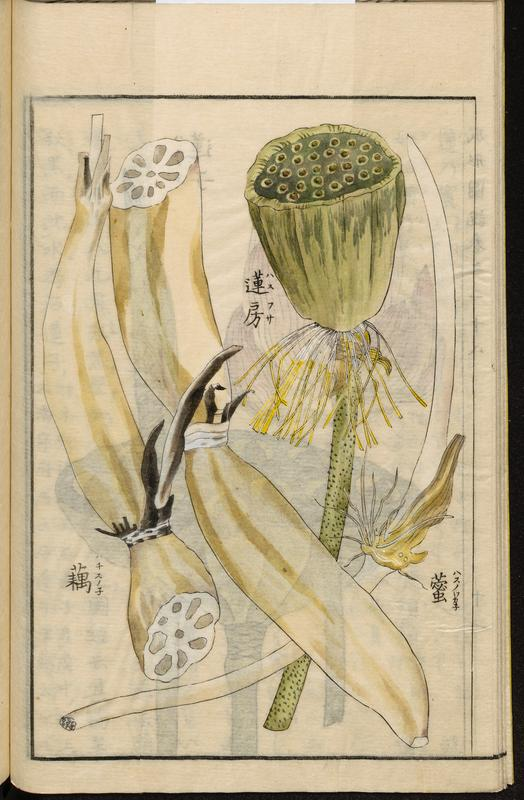
Eetbaar deel van de lotus. Illustratie uit de Japanse Seikei Zusetsu landbouw-encyclopedie Universiteitsbibliotheek Leiden, Ser. 1042.